# ケベック国立美術館
ケベック国立美術館（ケベックこくりつびじゅつかん、フランス語: Musée national des beaux-arts du Québec）は、カナダ・ケベック州ケベックシティーにある美術館である。

## 沿革
1933年にケベック州博物館（Musée de la province de Québec）として開館。1962年までケベックの歴史や文化財、自然科学についての展示もあったが、1963年より美術専門の展示となり、ケベック美術館（Musée du Quebec）と改名された。2002年にケベック国立美術館（Musée national des beaux-arts du Québec）と改名された。

## 構成
16世紀から現代までの芸術作品コレクション4万点あまりを所蔵する。ケベック州において製作された作品、ケベック州出身の芸術家の作品を中心としているが、カナダの他の地方や広く世界の作品も含んでいる。
美術館は戦場公園（Parc des Champs-de-Bataille）の一画にあり、4つの建物で構成されている。ジェラール・モリセット館（Gérard-Morisset Pavilion：歴史的美術）、シャルル・ベヤージェ館（Charles Baillairgé Pavilion、近代美術）、ピエール・ラソンド館（Pierre Lassonde Pavilion、現代美術）、中央館（Pavilion Central）である。

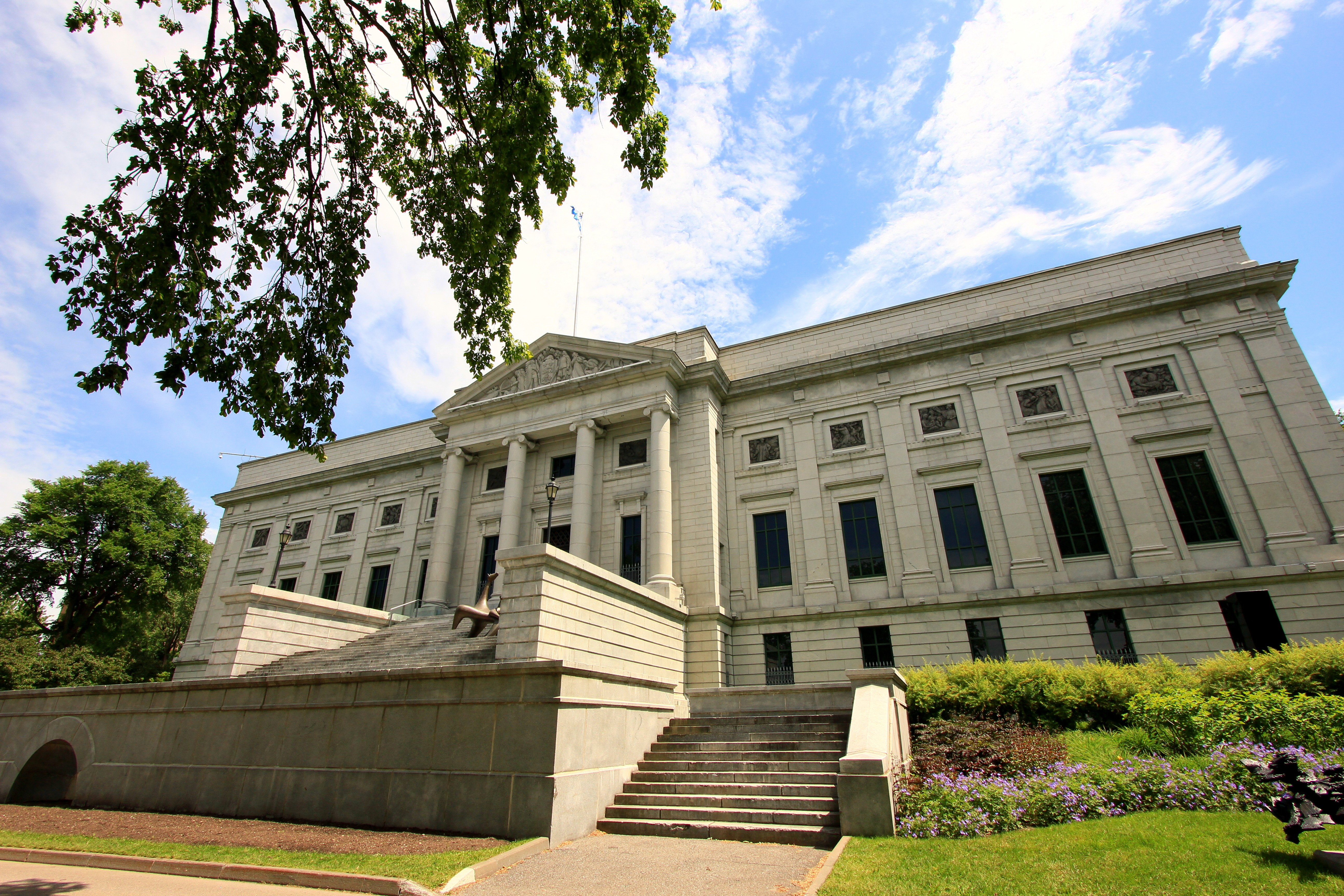
美術館の最古の建物、ジェラール・モリセット館
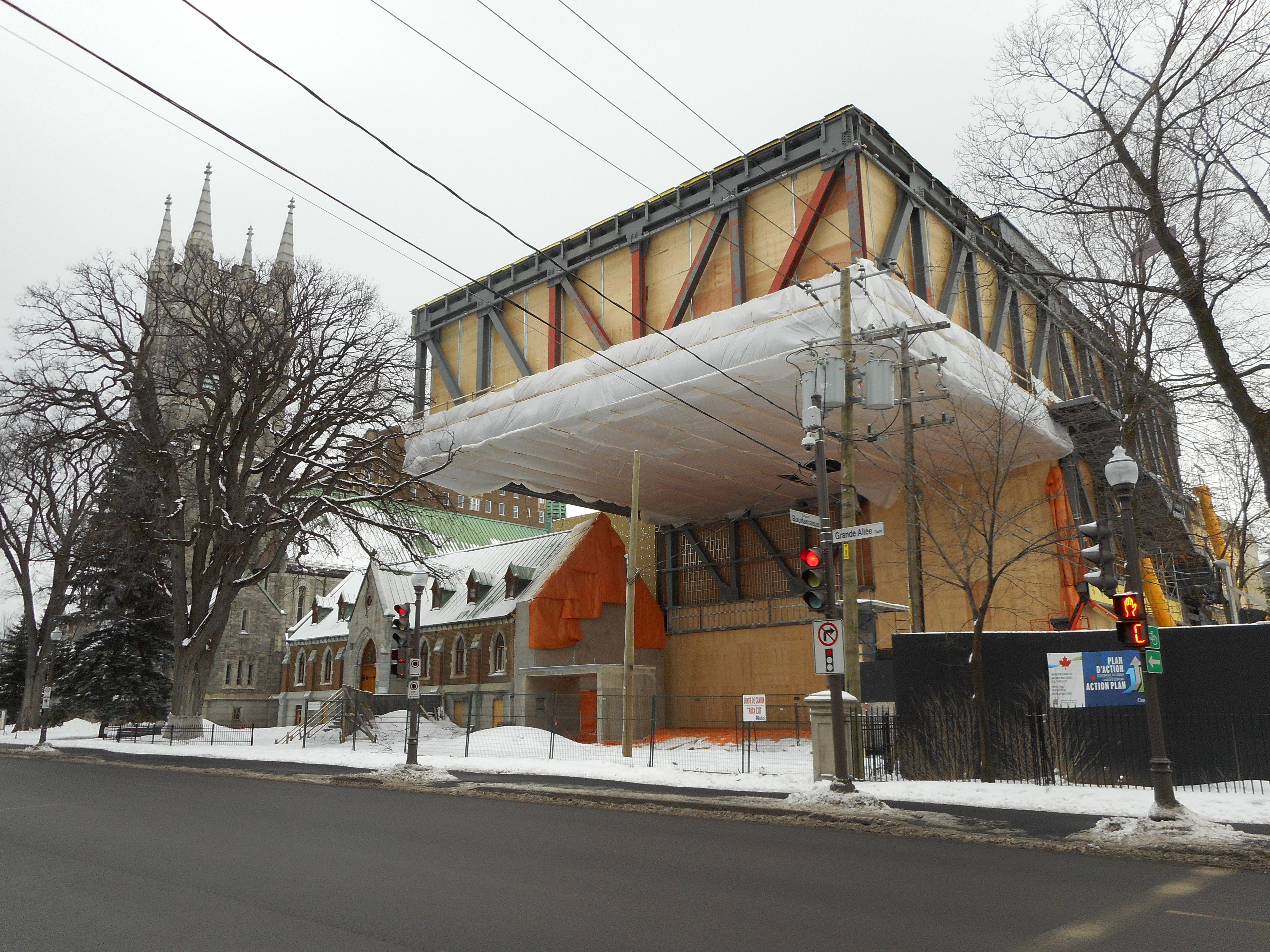
2014年、ピエール・ラソンド館建設

## コレクション

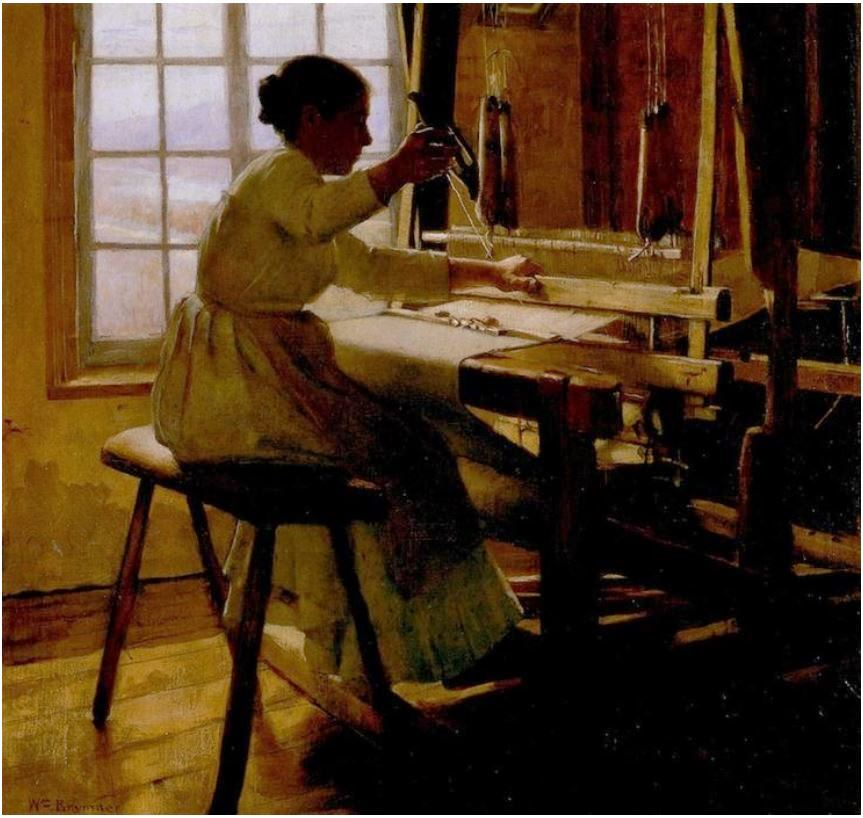
働く女性(1885) ウィリアム・ブリムナー
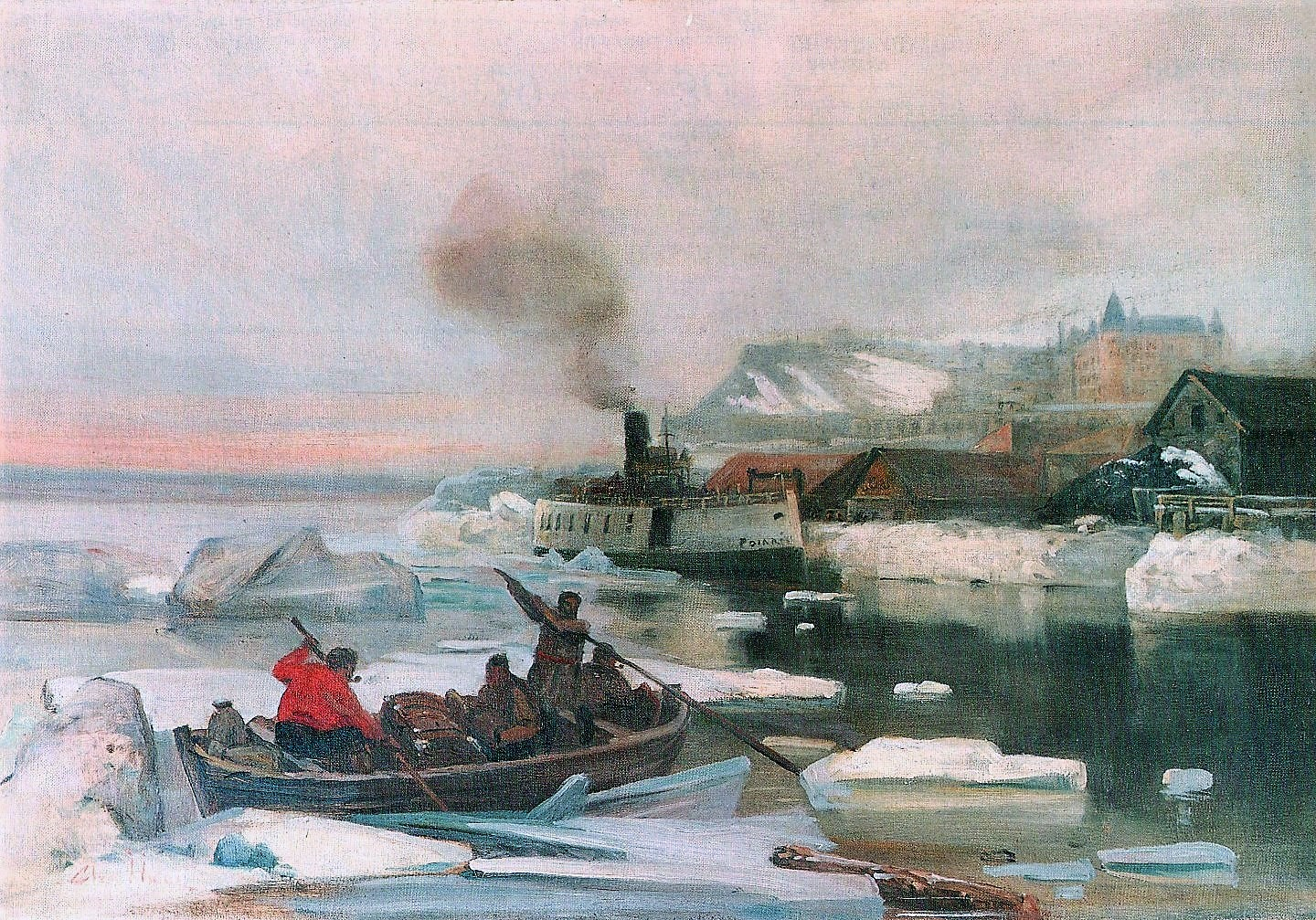
「ケベックの冬景色」 (1902） シャルル・ユオー
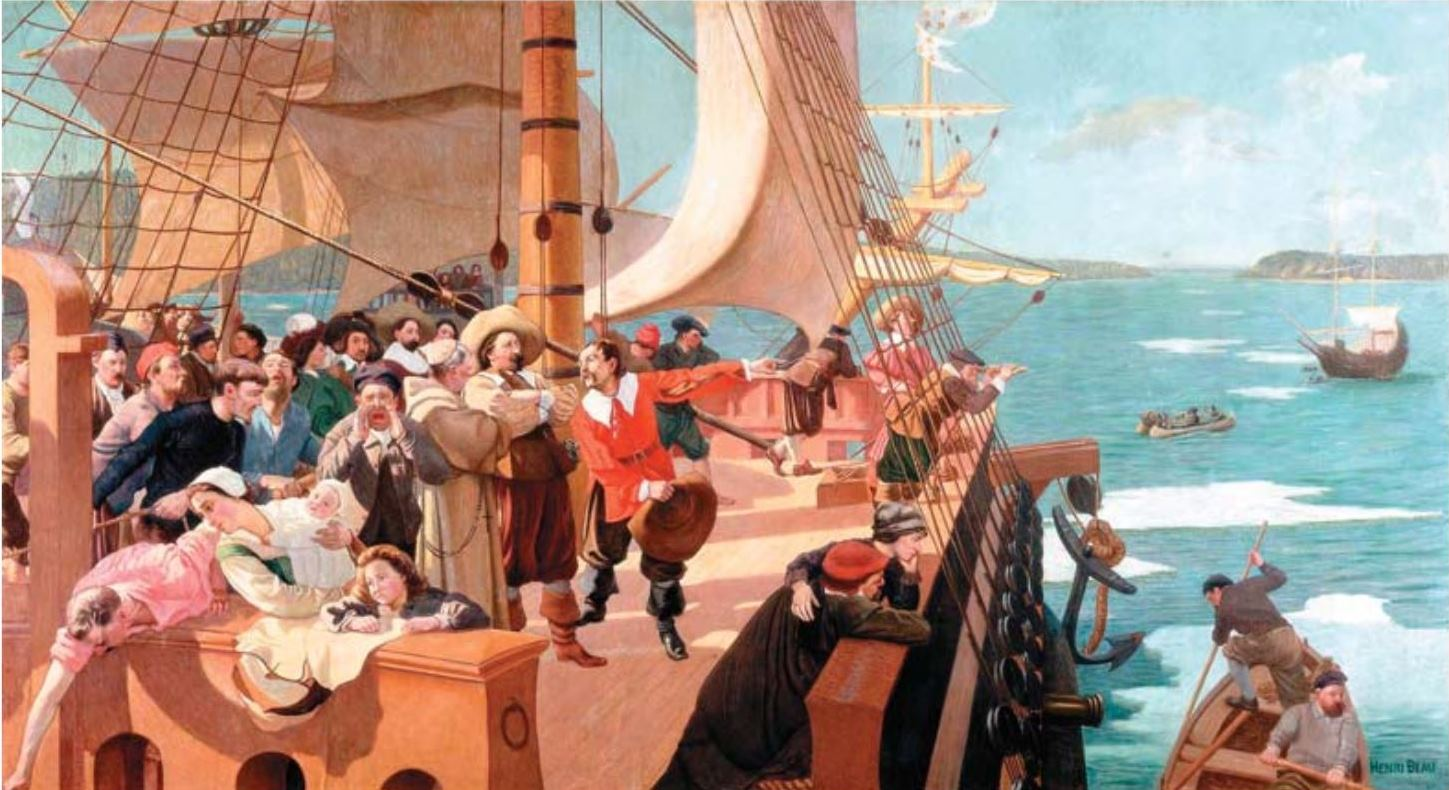
シャンプランのケベック到着 (1903) アンリ・ボー
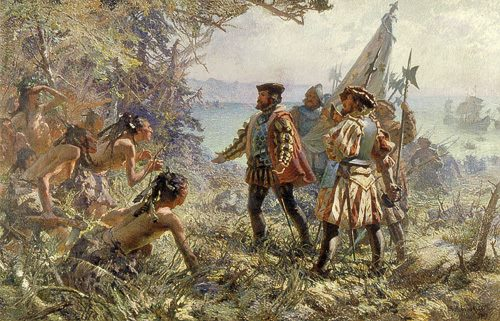
ジャック・カルティエとインディアンスの出会い (1907) マルク＝オーレル・ド・フォワ・スゾール＝コテ
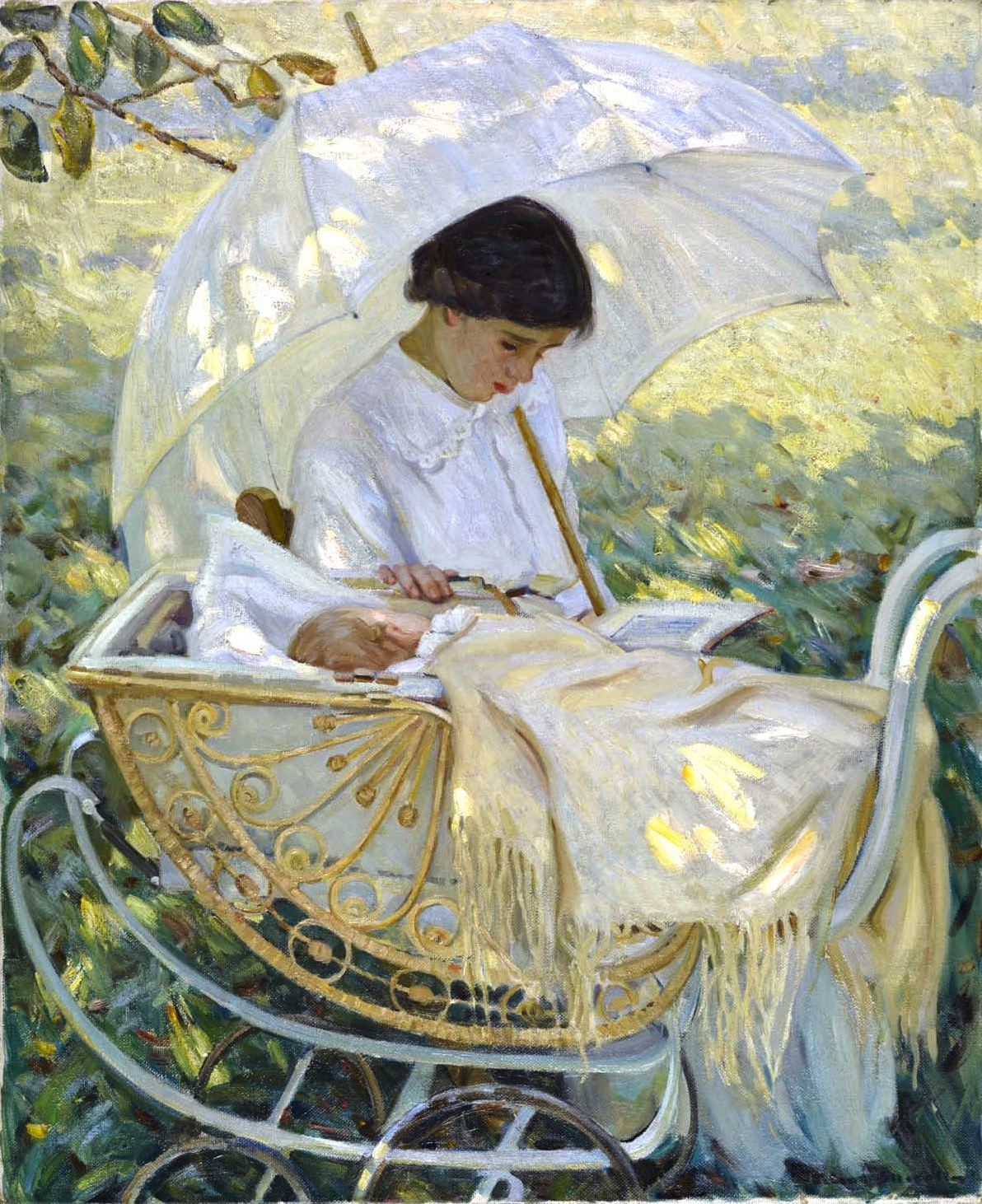
木陰で (1915) ヘレン・マクニコル
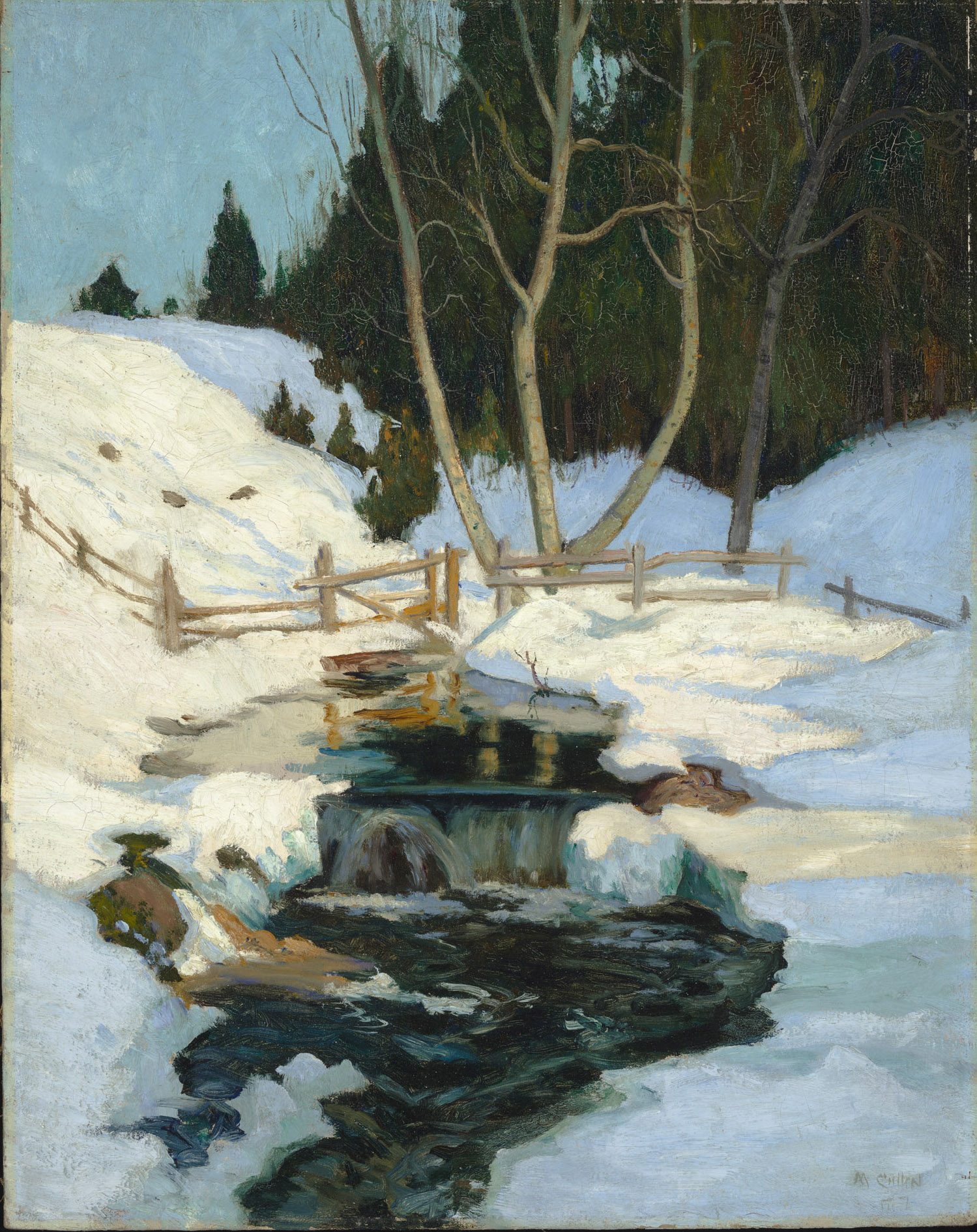
雪解け (1930) モーリス・カレン

## 参照
1. ↑  “Musée national des beaux-arts du Québec: Rapport annuel 2018 -2019” (フランス語).   Musée national des beaux-arts du Québec. pp. 11–12 (2019年3月31日). 2021年1月5日時点のオリジナルよりアーカイブ。2019年10月29日閲覧。
2. ↑  “Board of Directors”. mnbaq.org.   Musée national des beaux-arts (2019年). 2021年1月5日時点のオリジナルよりアーカイブ。2019年2月3日閲覧。
3. ↑  「national」はケベックを国と見立てて表現しており、この項では「国立」と訳出している。ケベック美術館、ケベック州立美術館などの表現もある。